# ماريا هاس
ماريا هاس (بالألمانية: Maria-Viktoria Hasse)‏ هي رياضياتية وأستاذة جامعية ألمانية، ولدت في 30 مايو 1921 في روستوك في ألمانيا، وتوفيت في 10 يناير 2014.